# 무선 스피커

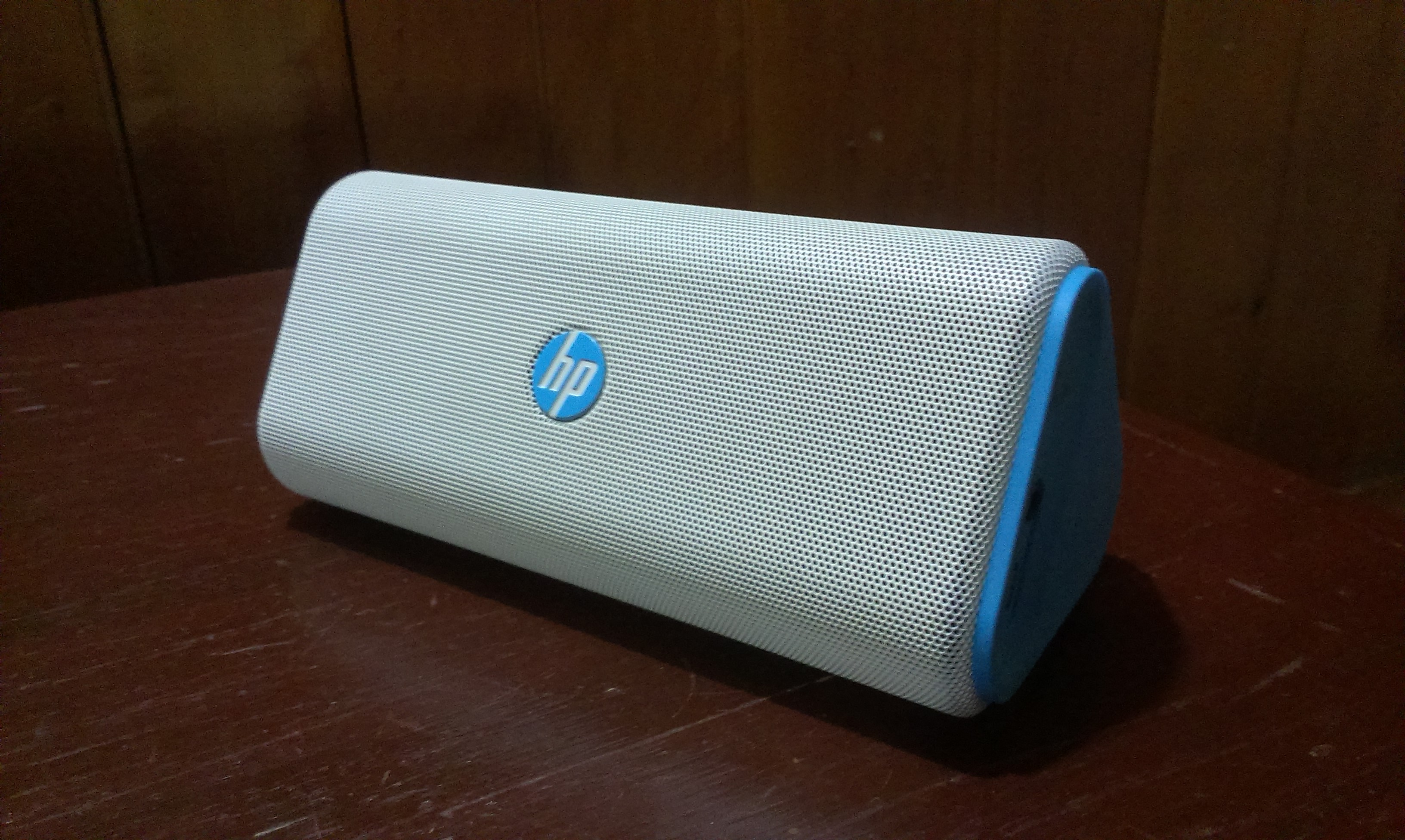
파란색의 HP 로어(HP Roar) 무선 스피커.

무선 스피커(Wireless speaker)는 오디오 케이블을 통해서가 아닌, 라디오 주파수(RF)의 파동을 이용하여 음성 신호를 수신하는 스피커이다. 무선 스피커에 오디오 전송을 지원하는 두 종류의 대중적인 RF 주파수로는 와이파이 IEEE 802.11, 다른 하나는 블루투스 의존 방식이 있으며, 둘 다 오디오 데이터를 수신 스피커에 전송한다.

## 개요
무선 스피커들은 2개의 장치로 구성된다: 스피커 그 자체에 RF 수신기를 결합해놓은 메인 스피커 유닛, 그리고 RF 송신 장치. 송신기는 하이파이 장비, 텔레비전, 컴퓨터, MP3 플레이어와 같은 오디오 장치의 오디오 출력부에 연결된다. 이를 달성하기 위해 RCA 단자가 흔히 사용된다. 수신기는 청취자가 듣고자 하는 곳에 위치해 있으며, 케이블을 사용하지 않고 무선 스피커를 이동하는 자유를 제공한다. 수신기/스피커 장치는 일반적으로 증폭기를 포함하고 있어서 오디오 신호를 스피커에 증폭시킨다. 이는 배터리나 AC 전원을 통해 지원을 받는다. 배터리는 서너 시간 지속될 수 있으며 일부 무선 스피커는 재충전 가능한 배터리로 동작한다.
무선 스피커가 사용하는 신호 주파수의 범위는 일반적으로 무선 전화기가 사용하는 것과 동일하다. (900 MHz) RF 신호는 벽과 천장을 관통할 수 있다. 대부분의 제조업체들은 이 신호가 150~300 피트 거리에 닿을 수 있다고 주장한다. 수많은 무선 스피커들은 무선 전화기나 베이비 모니터와 같은 다른 주변 무선 기기들과의 잠재적인 RF 간섭을 극복하기 위해 튜닝 노브(tuning knob)를 사용하여 설정 가능한 다양한 전송 채널을 갖추고 있다. 블루투스 장치들은 라디오 커뮤니테이션스 시스템을 사용하므로 서로 시야가 보이는 쪽에 위치해있을 필요가 없다.
여러 종류의 무선 스피커가 특별한 목적에 의해 설계된다: 스테레오 스피커는 좌우 스테레오 채널을 하나의 스피커에 전달할 수 있다. 실외용으로 설계된 스피커들은 튼튼한 케이스를 사용한다. 제조업체들은 어떠한 날씨에도 문제가 없다고 주장한다. 홈 시어터들은 후방 스피커만 무선이고 전면 스피커가 유선인 특수한 집합의 스피커들을 사용하기도 한다.
무선 스피커들은 하이엔트 오디오 애호가들로부터 상당한 비평을 받고 있는데, 이는 무선 전화와 같은 다른 신호 전원과의 잠재적 RF 간섭이라든지 일부 모델의 경우 상대적인 낮은 음질 때문이다. 이러한 비평에도 불구하고 무선 스피커들은 소비자들로부터 인기를 끌고 있으며 점점 더 많은 수의 모델들이 활발히 마케팅되고 있다. 특히, 조그마한 포터블 무선 블루투스 스피커 모델들은 소비자들 사이에 대중화되고 있다.

## 하이브리드 무선 스피커
2015년을 기점으로, 일부 무선 스피커들은 VOIP 기술 기능을 내장하고 있다.

## 같이 보기
- 스마트 스피커
- 스피커
- 오디오 크로스오버
- 풀레인지 스피커
- 트위터 스피커
- 슈퍼 트위터
- 미드레인지 스피커
- 우퍼
- 서브우퍼